# Gunnera albocarpa
Gunnera albocarpa är en gunneraväxtart som först beskrevs av Thomas Kirk och som fick sitt nu gällande namn av Leonard C. Cockayne.
Gunnera albocarpa ingår i släktet gunneror och familjen gunneraväxter. Inga underarter finns listade i Catalogue of Life.